# Mesithone grandis
Mesithone grandis là một loài côn trùng trong họ Mesithonidae thuộc bộ Neuroptera. Loài này được Panfilov in Dolin et al. miêu tả năm 1980.